# 野間道場
野間道場（のまどうじょう）とは、講談社の剣道道場。

## 概要
講談社創業者で社員教育に剣道を奨励する野間清治（幕末の剣術家森要蔵の外孫にあたる）が、1925年（大正14年）10月、東京府東京市小石川区音羽（現：文京区）に設立した。部材は江戸時代に神田明神脇にあった道場のものと伝わる。野間が稽古中にアキレス腱断裂をした体験があることから、床下にはスプリングが入れられた。
その後2回増築され、民間道場としては屈指の大規模道場となった。流派派閥を超えた稽古場として社外に開放され、昭和天覧試合優勝者持田盛二などが師範を務め「剣道の聖地」とまでいわれるようになった。
社有地再開発のため、2007年（平成19年）に取り壊され、講談社第1別館5階に新しい野間道場が設立された。

## 歴史

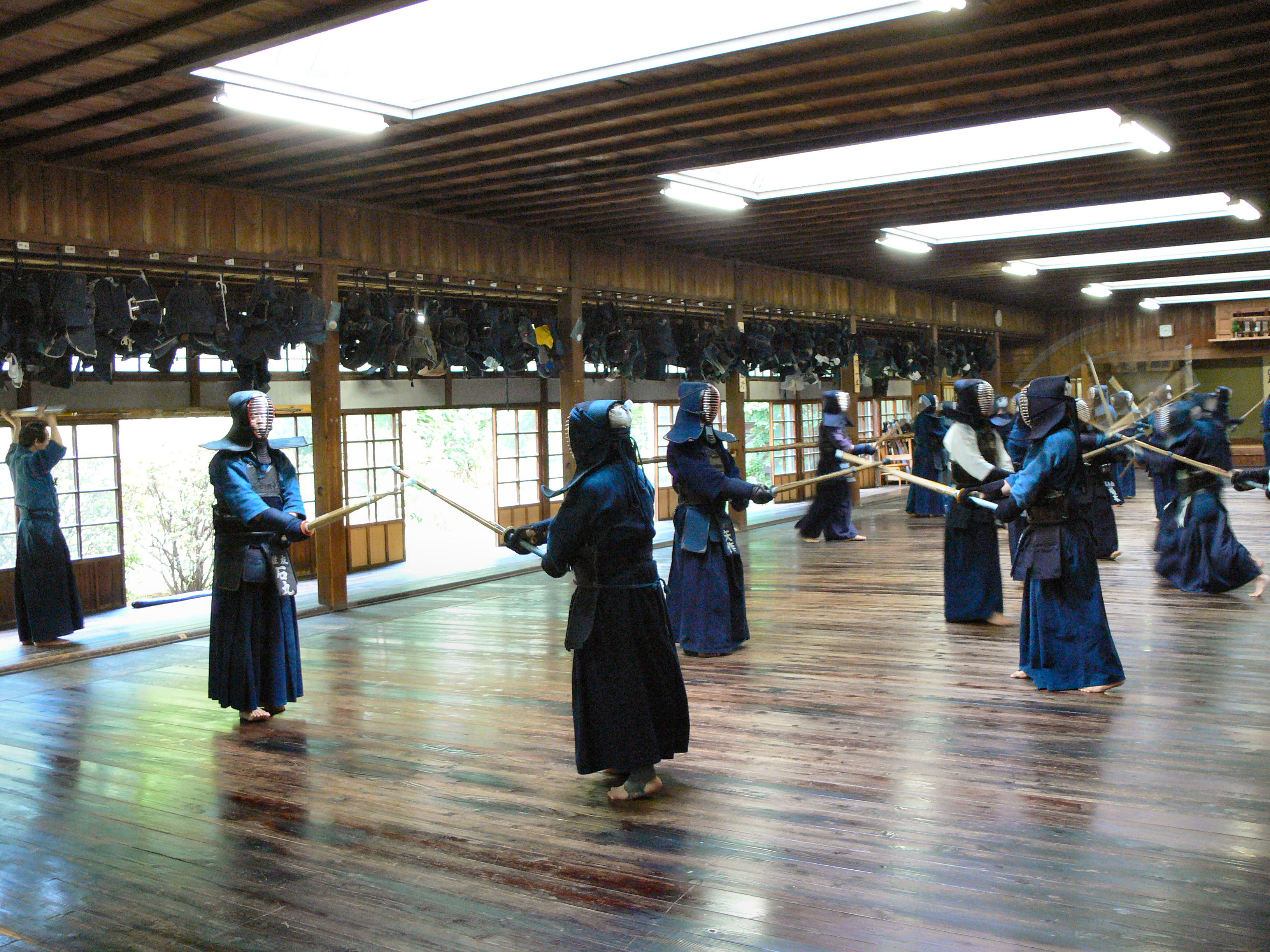
旧野間道場（2006年）

- 1925年（大正14年）、東京府東京市小石川区音羽に竣工する。

- 1930年（昭和5年）、前年の御大礼記念天覧試合優勝者持田盛二が師範に就任する。

- 1934年（昭和9年）、皇太子殿下御誕生奉祝天覧試合府県選士の部で野間恒が優勝する。

- 1940年（昭和15年）、紀元二千六百年奉祝天覧試合指定選士の部で講談社師範増田真助が優勝、府県選士の部でも講談社社員望月正房が優勝する。

- 太平洋戦争中、戦局悪化により一時閉鎖。戦後は罹災した社員の住居として使用される。

- 1962年（昭和37年）、再び道場として社外に開放される。

- 1999年（平成11年）、映画『雨あがる』の撮影に使用される。

- 2002年（平成14年）、映画『突入せよ! あさま山荘事件』の撮影に使用される。

- 2002年（平成14年）、映画『たそがれ清兵衛』の撮影に使用される。野間道場世話人箕輪勝が主演俳優真田広之に剣術を指導した。

- 2006年（平成18年）、社有地再開発のため解体が決定するが、反対の声が上がった。

- 2006年（平成18年）、映画『武士の一分』の役作りのため木村拓哉が稽古に訪れる。木村も解体を惜しんだという。

- 2006年（平成18年）、日本建築家協会が、貴重な建造物であるとして保存を要望した。

- 2007年（平成19年）、道場が取り壊され、講談社第1別館5階に新しい野間道場が設立された。